# Trohîmenkove (Sumî), Sumî
Trohîmenkove (în ucraineană Трохименкове) este un sat în orașul regional Sumî din regiunea Sumî, Ucraina.

## Demografie
Componența lingvistică a localității Trohîmenkove
     Ucraineană (90%)
     Rusă (10%)
Conform recensământului din 2001, majoritatea populației localității Trohîmenkove era vorbitoare de ucraineană (90%), existând în minoritate și vorbitori de rusă (10%).